# Duttaphrynus valhallae
Duttaphrynus valhallae (abans Bufo valhallae) és una espècie d'amfibi de la família dels bufònids. Viu a Indonèsia. Aquesta espècie només es coneix en l'holotip de l'illa de Weh, a l'extrem nord de Sumatra. Es tracta d'una espècie terrestre i d'aigua dolça. El seu hàbitat natural és el bosc de terres baixes que presumiblement es reprodueix en l'aigua pel desenvolupament larvari, encara que això no ha estat confirmat. No hi ha informació directa coneguda respecte a les amenaces a aquesta espècie, tot i que és evident que la destrucció de boscos ben podria haver estat una amenaça seriosa, ja que pràcticament no hi ha hàbitat de bosc que queda a l'illa de Weh. No se sap de la seva existència en àrees protegides. Es necessita amb urgència una avaluació d'aquesta espècie per determinar si és o no és taxonòmicament vàlid (pers Iskandar. Pers.), i el tipus d'espècimen ha de ser examinat com a part d'aquest procés. També es necessita un sondeig per determinar si aquesta espècie, de fet, encara sobreviu a l'illa de Weh.